# Creditmanagement
Creditmanagement is een onderdeel van een financiële administratie en is in veel gevallen bekend als de afdeling debiteurenadministratie van een bedrijf of (semi)overheidsinstelling. De term creditmanagement is overgewaaid uit de Verenigde Staten van Amerika waar creditmanagement al jaren als een belangrijk onderdeel van een bedrijfsvoering wordt gezien. 
Creditmanagement heeft als doel het beperken en beheren van kredietrisico’s en het optimaliseren van werkkapitaal terwijl verantwoord wordt omgegaan met klantgegevens en de klanttevredenheid wordt behouden of verbeterd. Creditmanagement heeft een rol in de gehele credit life cycle van een klant (consument of bedrijf): bij aanvraag van krediet, bij een eerste bestelling/levering op achteraf betalen, bij normaal klantbeheer en bij achterstandsbeheer.

## Methoden
Voor creditmanagers zijn er diverse manieren om op een zo nauwkeurig mogelijk manier de continuïteit van de cashflow te waarborgen. Het is verstandig om eerst beleid op te stellen dat in lijn is met het marketing- en verkoopbeleid, dit in samenhang met het doel en gestelde strategie van de onderneming. Dit beleid, wat uit procedures bestaat, is niet alleen van belang voor de benadering van en communicatie met bestaande klantrelaties; het is een uitermate goed middel bij de benadering van nieuwe klanten. Bij nieuwe klanten kunnen kredietrisico's worden bepaald, en op basis van deze risico's kunnen betaalafspraken worden gemaakt. Een procedure kan bijvoorbeeld bestaan uit het opvragen van jaarrekeningen of BKR-gegevens als een relatie een potentiële klant wil worden. Indien er wordt gewerkt met een leverancierskrediet, kan dit zijn gedekt door een bankgarantie of door middel van een kredietverzekering. Van belang is welke betalingstermijn wordt gehanteerd en in samenhang hiermee, wanneer een aanmaning wordt gestuurd - dit is vaak afhankelijk van de marktomstandigheden -, wanneer een vordering uit handen wordt gegeven aan een incassobureau, of wanneer wordt er geclaimd op een bankgarantie of kredietverzekering. Ook belangrijk zijn de leveringsvoorwaarden of incoterms.
Bij de uitvoering van het creditmanagement kunnen diverse instrumenten gebruikt worden om zo efficiënt mogelijk de doelstellingen te halen. Voorbeelden zijn de eerder genoemde kredietverzekeringen, factoring, out- of insourcing en specifieke credit managementsoftware, al dan niet als aanvulling op het eigen bedrijfsadministratiepakket.
Om een betere kredietbeoordeling mogelijk te maken, gebruiken veel creditmanagers ook externe bedrijfs- of kredietinformatie en toepassingen beschikbaar gesteld door kredietinformatieverstrekkers.
Voorbeelden van zo'n toepassingen zijn het opvolgen of monitoren van kenmerken, prestaties, scores en beoordelingen van ondernemingen en portfoliobeheer.

## Belangenvereniging
In 1990 werd in Nederland de Vereniging voor Credit Management (VvCM) opgericht om de belangen van creditmanagers te behartigen. De VvCM houdt onder andere diverse (kennis-)bijeenkomsten, stuurt vier keer per jaar een tijdschrift naar de leden en verzorgt opleidingen. De vereniging bestaat uit ruim 600 leden.
In 2005 werd in Nederland bovendien het Verbond van Credit Management Bedrijven (VCMB) opgericht, met als doel kennis over creditmanagement te delen met het MKB, de politiek en het onderwijs. Bovendien wil het creditmanagementtoepassingen stimuleren.